# Bloque del Este

Países del bloque del Este en Europa

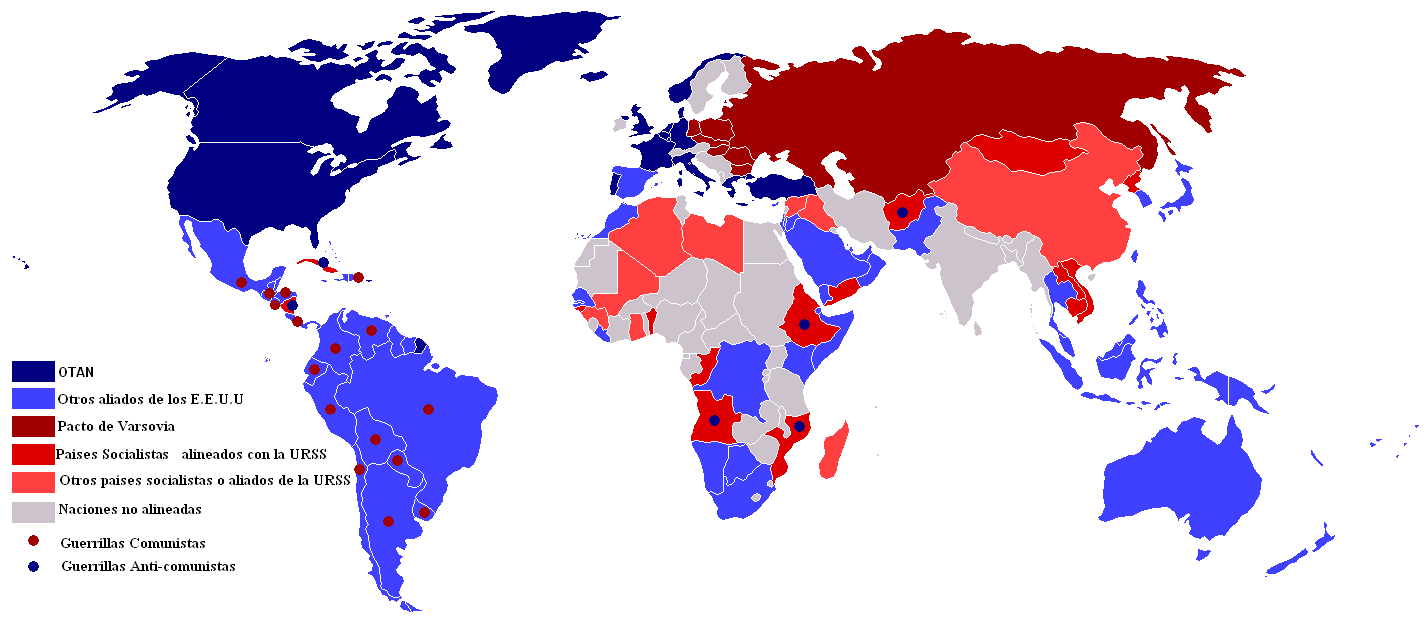
La división del mundo en 1980; los países coloreados de distintos rojos formaban el bloque socialista o eran aliados de la Unión Soviética

Durante la Guerra Fría, el bloque del Este, también llamado bloque soviético, bloque comunista, bloque oriental, bloque socialista y campo socialista, fue el conjunto de países socialistas en Europa Central y del Este encabezado por la Unión Soviética y enfrentado al bloque occidental, integrado principalmente por los Estados Unidos y Europa Occidental.
El bloque del Este fue creado entre finales de la Segunda Guerra Mundial (1945) y el fin de la Guerra Fría con la disolución oficial del Pacto de Varsovia, aceptada por la Unión Soviética, en la reunión de Praga el 1 de julio de 1991. Entonces, la propia Unión Soviética dejó de existir como país el 26 de diciembre de 1991.
Del llamado bloque socialista formaban parte los países del centro y este de Europa (por ello el nombre «bloque del Este»), al este de la cortina de hierro o telón de acero (a excepción de Yugoslavia, un país también socialista pero no alineado), vinculados económicamente por el Consejo de Ayuda Mutua Económica (COMECON) y militarmente por el Pacto de Varsovia.

## Antecedentes
En 1922, la República Socialista Federativa Soviética de Rusia, la República Socialista Soviética de Ucrania, la República Socialista Soviética de Bielorrusia y la República Socialista Federativa Soviética de Transcaucasia aprobaron el Tratado de Creación de la Unión Soviética y la Declaración de la Creación de la Unión Soviética, que formaron dicho país. El mandatario soviético Iósif Stalin, que vio la Unión Soviética como una «isla socialista», declaró que está nación debía ver que «el cerco capitalista actual se sustituye por un cerco socialista».

### Expansión de la Unión Soviética (1939-1940)
En 1939, la Unión Soviética entró en el Pacto Mólotov-Ribbentrop con la Alemania nazi que contenía el Protocolo adicional secreto que dividía Rumania, Polonia, Lituania, Estonia y Finlandia en esferas alemanas y soviéticas de influencia. El este de Polonia, Letonia, Estonia, Finlandia y Besarabia en el norte de Rumania fueron reconocidos como partes de la esfera de influencia soviética. Lituania se añadió en un protocolo secreto en segundo lugar en septiembre de 1939.
La Unión Soviética había invadido el este de Polonia asignado por el Pacto Mólotov-Ribbentrop dos semanas después de la invasión alemana de Polonia occidental, seguida de la coordinación con las fuerzas tudescas en Polonia. Durante la ocupación del este de Polonia por la Unión Soviética, los soviéticos liquidaron el estado polaco y el encuentro germano-soviético dirigió la futura estructura de la «región polaca». Las autoridades soviéticas inmediatamente comenzaron una campaña de sovietización de las áreas recién anexionadas. Las autoridades soviéticas colectivizaron la agricultura, nacionalizaron y redistribuyeron la propiedad privada y la propiedad estatal polaca.
Las ocupaciones soviéticas iniciales de los países bálticos tuvieron lugar a mediados de junio de 1940, cuando las tropas soviéticas atacaron puestos fronterizos del NKVD en Lituania, Estonia y Letonia, seguido por la liquidación de las administraciones del Estado y su consiguiente sustitución por las soviéticas. Las elecciones para el parlamento y otras instituciones se llevaron a cabo con candidatos individuales listados y los resultados oficiales fueron alterados, pues se pretendía la aprobación de los candidatos prosoviéticos por el 92,8 por ciento de los votantes en Estonia, el 97,6 por ciento en Letonia y 99,2 por ciento en Lituania. Las asambleas populares se instalaron de manera fraudulenta e inmediatamente pidieron la admisión a la Unión Soviética, la cual fue concedida por la misma, con las anexiones que resultaron en la República Socialista Soviética de Estonia, la República Socialista Soviética de Letonia y la República Socialista Soviética de Lituania. La comunidad internacional condenó la anexión inicial de los Estados bálticos y la consideró ilegal.
En 1939, la Unión Soviética intentó sin éxito una invasión a Finlandia, después de que las partes hubieran firmado un tratado de paz provisional que concedía a la Unión Soviética la región oriental de Karelia (10 % del territorio finlandés) y la República Socialista Soviética Carelo-Finesa se estableció combinando los territorios cedidos por la República Autónoma Socialista Soviética de Carelia. Después de un ultimátum soviético en junio de 1940 exigiendo Besarabia, Bucovina y la región de Herța a Rumania, los soviéticos entraron en estas zonas, Rumania cedió a las demandas soviéticas y estos ocuparon los territorios. (Véase Ocupación soviética de Besarabia y el norte de Bucovina).

### Frente Oriental y conferencias aliadas
En junio del año 1941, Alemania eliminó el pacto Mólotov-Ribbentrop con la invasión de la Unión Soviética. Desde el momento de la invasión de 1944, las zonas anexionadas por la Unión Soviética eran parte del Ostland de Alemania (a excepción de la República Socialista Soviética de Moldavia). A partir de entonces, la Unión Soviética comenzó a empujar las fuerzas tudescas hacia el oeste a través de una serie de batallas en el frente oriental.
En las consecuencias de la Segunda Guerra Mundial, en la frontera soviético-finesa, las partes firmaron otro tratado de paz cediendo a la Unión Soviética en 1944, seguido por una anexión soviética de más o menos los mismos territorios del este de Finlandia como las del tratado de paz provisional como parte de la República Socialista Soviética Carelo-Finesa.
Entre 1943 y 1945, se produjeron varias conferencias relativas a la Europa de posguerra que, en parte, se dirigió a la anexión potencial soviética y el control de los países de Europa Central. La política soviética del primer ministro británico Winston Churchill respecto de Europa Central difería enormemente de la del presidente estadounidense Franklin D. Roosevelt, mientras que el líder soviético Iósif Stalin se veía como un tirano en un sistema vil.
Cuando se advirtió la dominación potencial de una dictadura de Stalin sobre parte de Europa, Roosevelt respondió con una declaración que resume su razón de ser para las relaciones con Stalin: "Sólo tengo el presentimiento de que Stalin no es ese tipo de hombre... Yo creo que si le doy todo lo que sea posible y no pido nada a cambio, no tratará de anexionar nada y trabajará conmigo para un mundo de democracia y paz". En una reunión con Stalin y Roosevelt durante la Conferencia de Teherán en 1943, Churchill declaró que Reino Unido estaba muy interesado en la restauración de Polonia como un país independiente.  Reino Unido no insistió en el asunto por temor a que se convirtiera en una fuente de fricción entre los aliados.
En febrero de 1945, en la Conferencia de Yalta, Stalin exigió una esfera soviética de influencia política en Europa Central. Stalin finalmente fue convencido por Churchill y Roosevelt de no desmembrar Alemania. Stalin declaró que la Unión Soviética mantendría el territorio de Polonia oriental que ya había tomado a través de la invasión de 1939, y quería un gobierno prosoviético de Polonia en lo que quedaba de Polonia. Después de una resistencia por parte Churchill y Roosevelt, Stalin prometió una reorganización del actual gobierno prosoviético sobre una base democrática más amplia en Polonia. Dijo que la principal tarea del nuevo gobierno sería la de preparar las elecciones.
Las partes en Yalta acordaron, además, que a los países de la Europa liberada y de los antiguos satélites del Eje se les permitiría «crear instituciones democráticas de su elección», de acuerdo con «el derecho de todos los pueblos a elegir la forma de gobierno bajo la cual van a vivir». Las partes también acordaron ayudar a los países para que formaran gobiernos provisionales «comprometidos con el establecimiento lo antes posible, a través de elecciones libres» y «facilitar, en su caso, la celebración de dichas elecciones».
A principios de julio-agosto de 1945 se celebró la Conferencia de Potsdam después de la rendición incondicional de Alemania, Stalin repitió las promesas anteriores a Churchill que él se abstendría de una «sovietización» de Europa Central. Además de las reparaciones, Stalin presionó para obtener un «botín de guerra», que permitiría a la Unión Soviética a acudir directamente a la propiedad de las naciones conquistadas sin limitación cuantitativa o cualitativa. Se permitió una cláusula para que esto ocurriese con algunas limitaciones.

## Formación del bloque del Este
Cuando el ministro de Asuntos Exteriores soviético Viacheslav Mólotov expresó su preocupación por la redacción del Acuerdo de Yalta que podría impedir los planes de Stalin en Europa Central, este respondió: «No importa. Lo haremos a nuestra manera más tarde». Después de que las fuerzas soviéticas permanecieron en los países del este y centro de Europa, con el comienzo de los regímenes títere comunistas instalados en esos países mediante elecciones manipuladas, Churchill se refirió a la región como si estuviese detrás de un «telón de acero» controlado por Moscú.
Al principio, muchos países no comunistas condenaron el discurso como belicista, aunque muchos historiadores han revisado sus opiniones. Los miembros del Bloque del Este, además de la Unión Soviética, se refieren a veces como «Estados satélites» de la Unión Soviética.

### Proceso de control inicial
El problema inicial en los países ocupados por el Ejército Rojo en 1944-45 era cómo transformar el poder de ocupación en un control del desarrollo nacional. Debido a que los comunistas eran pequeñas minorías en todos los países, excepto Checoslovaquia, fueron instruidos inicialmente para formar coaliciones en sus respectivos países. Al final de la guerra, el ocultamiento de la función del Kremlin se consideraba crucial para neutralizar la resistencia y hacer que los regímenes apareciesen no solo autónomos, sino también semejantes a las "democracias burguesas".
La toma de posesión soviética del control desde el principio siguió un proceso general:
- una coalición general de izquierda, de fuerzas antifascistas;
- una "coalición" reorganizada en la que los comunistas tenían la sartén por el mango y neutralizaban a los de otros partidos que no estaban dispuestos a aceptar la supremacía comunista;
- completa dominación comunista, ejercida con frecuencia en un nuevo partido formado por la fusión de comunistas y otros grupos izquierdistas.[55]

Lo que a veces se pasa por alto en el contexto de cómo se formó el Bloque del Este, es el clima político de la época en cuanto a la orientación política de muchos de los que lucharon y murieron al resistir al fascismo a nivel local y regional, así como nacional. Un número bastante significativo de las agrupaciones ciudadanas conocidas colectivamente como 'movimiento partisano' antifascista hizo mucho por derrotar a las fuerzas fascistas durante la guerra. Eran políticamente comunistas, de orientación izquierdista o de otra manera radical en las opiniones políticas, como anarquistas que seguían en gran medida el espíritu político de las fuerzas republicanas fallidas que lucharon contra Franco durante la guerra civil española y las fuerzas anarquistas que brevemente establecieron una sociedad social-anarquista en Cataluña, entre otros precedentes similares.
Los soviéticos, por tanto, estaban cerca de alcanzar ese grado de respeto y admiración que estos partidarios se habían ganado entre las poblaciones de aquellos países en el momento en que la guerra había terminado. Su unidad de insistir en "gobiernos amigos", cuando la guerra se acercaba a su fin no sucedió en un vacío ideológico: los soviéticos, efectivamente, impusieron estos regímenes prosoviéticos en Europa Central por lo que efectivamente terminó siendo un decreto unilateral, pero el papel de los partidarios en todos los frentes de la guerra, así como la estimación de 20.000.000 soldados soviéticos que murieron para derrotar al fascismo, no se puede descartar, ya que prestó una cierta apariencia de "licencia" por parte de la administración soviética para controlar Europa Central que, de otra manera, no habría tenido.
Fue solo en la República Federal Socialista de Yugoslavia que antiguos guerrilleros entraron en el nuevo gobierno independiente de influencia soviética. Su mensaje público de mantener posiciones políticas independientes y su insistencia en no ser un régimen títere, llevó a la ruptura Tito-Stalin y hacia un "socialismo independiente", que rápidamente hizo a Yugoslavia única en el contexto del conjunto de la política del Bloque del Este.

### Reubicación de la propiedad
A finales de la Segunda Guerra Mundial, la mayor parte de Europa Oriental, sobre todo la Unión Soviética, en particular, sufrió una gran destrucción. La Unión Soviética había sufrido 27 millones de fallecidos y la destrucción de la industria y la infraestructura, tanto por la Wehrmacht nazi y la propia Unión Soviética en una política de «tierra quemada» para evitar que caiga en manos de los nazis, a medida que estos avanzaban de 1000 a menos de 15 kilómetros de Moscú. A partir de entonces, la Unión Soviética trasladó físicamente y transportó las industrias y activos de Europa del Este más allá de los montes Urales.
Esto fue especialmente pronunciado en los países orientales europeos del Eje, como Rumanía y Hungría, donde fue considerado como una política de reparaciones punitivas (un principio aceptado por las potencias occidentales). En algunos casos, los oficiales del Ejército Rojo vieron ciudades, pueblos y granjas abiertas al saqueo. Otros estados del Bloque del Este estaban obligados a proporcionar carbón, equipos industriales, tecnología, material rodante y otros recursos para la reconstrucción de la Unión Soviética. Entre 1945 y 1953, los soviéticos recibieron una transferencia neta de recursos del resto del Bloque del Este bajo esta póliza o menos, comparable a la transferencia neta de los Estados Unidos a Europa occidental en el Plan Marshall.

### Alemania Oriental
La mayor parte de Alemania al este de la línea Oder-Neisse, que contenía la mayor parte de la tierra fértil de Alemania, fue trasladada a lo que quedaba de forma unilateral controlada por la Polonia controlada por los soviéticos. Al final de la Segunda Guerra Mundial, la oposición política se materializó inmediatamente después de que el personal del ejército soviético llevase a cabo saqueos sistemáticos y violaciones en su zona de la entonces dividida Alemania. Las estimaciones sobre el total de violaciones van desde decenas de miles hasta los dos millones.

La zona roja de Alemania (arriba) es Alemania Oriental, controlada por los soviéticos. Estos cedieron una parte del este a la línea Oder-Neisse (color beige) a Polonia, mientras que una parte de la aislada Prusia Oriental, el óblast de Kaliningrado, fue anexionada directamente a la Unión Soviética.

En una reunión de junio de 1945, Stalin dijo a los líderes comunistas alemanes en la zona de ocupación soviética de Alemania que esperaba minar lentamente la posición británica en la zona de ocupación británica, que Estados Unidos retiraría dentro de un año o dos y que nada se haría interponerse en el camino de una Alemania unida bajo control comunista dentro de la órbita soviética. Stalin y otros líderes dijeron a las delegaciones visitantes búlgaras y yugoslavas a principios de 1946, que Alemania debía ser a la vez soviética y comunista.
Las fábricas, equipos, técnicos, gerentes y personal cualificado fueron trasladados por la fuerza a la Unión Soviética. En la no parte anexa restante de la Alemania Oriental controlada por los soviéticos, al igual que en el resto de la Europa oriental controlada por los soviéticos, la principal tarea del partido comunista en el poder era canalizar las órdenes soviéticas tanto en el aparato administrativo como los demás partidos del bloque fingiendo que se trataba de iniciativas propias. En la dirección de Stalin, las autoridades soviéticas unificaron la fuerza del Partido Comunista de Alemania y el Partido Social Demócrata en el SED, asegurando que no tienen una orientación marxista-leninista y soviética.
El SED obtuvo su primera victoria electoral en las elecciones de la zona soviética en 1946, a pesar de que las autoridades soviéticas oprimieron a los opositores políticos y previnieron muchos partidos opositores que participaban, especialmente, en las zonas rurales. La propiedad y la industria fueron nacionalizadas bajo su gobierno. Si las declaraciones o decisiones se desviaban de la línea prescrita se castigaba con duras reprimendas e, incluso, para las personas fuera de la atención pública, con encarcelamiento, tortura o muerte.
El adoctrinamiento del marxismo-leninismo se convirtió en una parte obligatoria de los programas escolares, enviando profesores y estudiantes que huían hacia el oeste. Los candidatos a cargos en el gobierno, los sistemas judiciales y la escuela tuvieron que pasar el escrutinio ideológico. Un aparato político elaborado por la policía mantenía a la población bajo estrecha vigilancia, incluida la policía secreta soviética SMERSH. Se estableció un estricto sistema de censura de acceso restringido a los medios impresos o las ondas de radio.
Lo que quedaba de los partidos no-comunistas de la oposición al SED también se infiltraron para explotar sus relaciones con sus contrapartes «burgueses» en las zonas occidentales de apoyo la unidad soviética a lo largo de las líneas soviéticas, mientras que se creó un Partido "Democrático Nacional" (NDPD) para atraer a antiguos nazis y personal militar profesional, a fin de reunirlos detrás de la SED. A principios de 1948, durante la división Tito-Stalin, el SED se sometió a una transformación en un partido autoritario, dominado por los funcionarios subordinados a Moscú. Las decisiones importantes tuvieron que ser autorizadas por el aparato del Comité Central del Partido Comunista de la Unión Soviética, o incluso por el propio Stalin.
A principios de 1949, el SED fue coronado por un Politburó de estilo soviético que era efectivamente un pequeño círculo de auto-selección. La República Democrática Alemana fue declarada el 7 de octubre de 1949, cuando el Ministerio de Asuntos Exteriores soviético concedió la autoridad administrativa del Estado de Alemania Oriental, pero no la autonomía, con un ejercicio soviético ilimitado de régimen de ocupación y penetración soviética de estructuras administrativa, militar y policía secreta.

### Polonia
Después de la invasión soviética de la Polonia ocupada por Alemania en julio de 1944, el primer ministro del gobierno polaco en el exilio, Stanisław Mikołajczyk, voló a Moscú con Winston Churchill para posicionarse en contra de la anexión de la parte del Pacto Mólotov-Ribbentrop del este de Polonia por la Unión Soviética. Polonia fue la primera prueba real de la política soviética del presidente estadounidense Roosevelt de "dar" a Stalin una supuesta noblesse oblige, mientras que Roosevelt dijo a Mikołajczyk antes de la visita: "No te preocupes. Stalin no tiene la intención de tomar su [de Mikołajczyk] libertad" y, tras asegurarse el apoyo de los Estados Unidos, concluyó que se aseguraría que el pueblo polaco no saliese herido de la guerra.

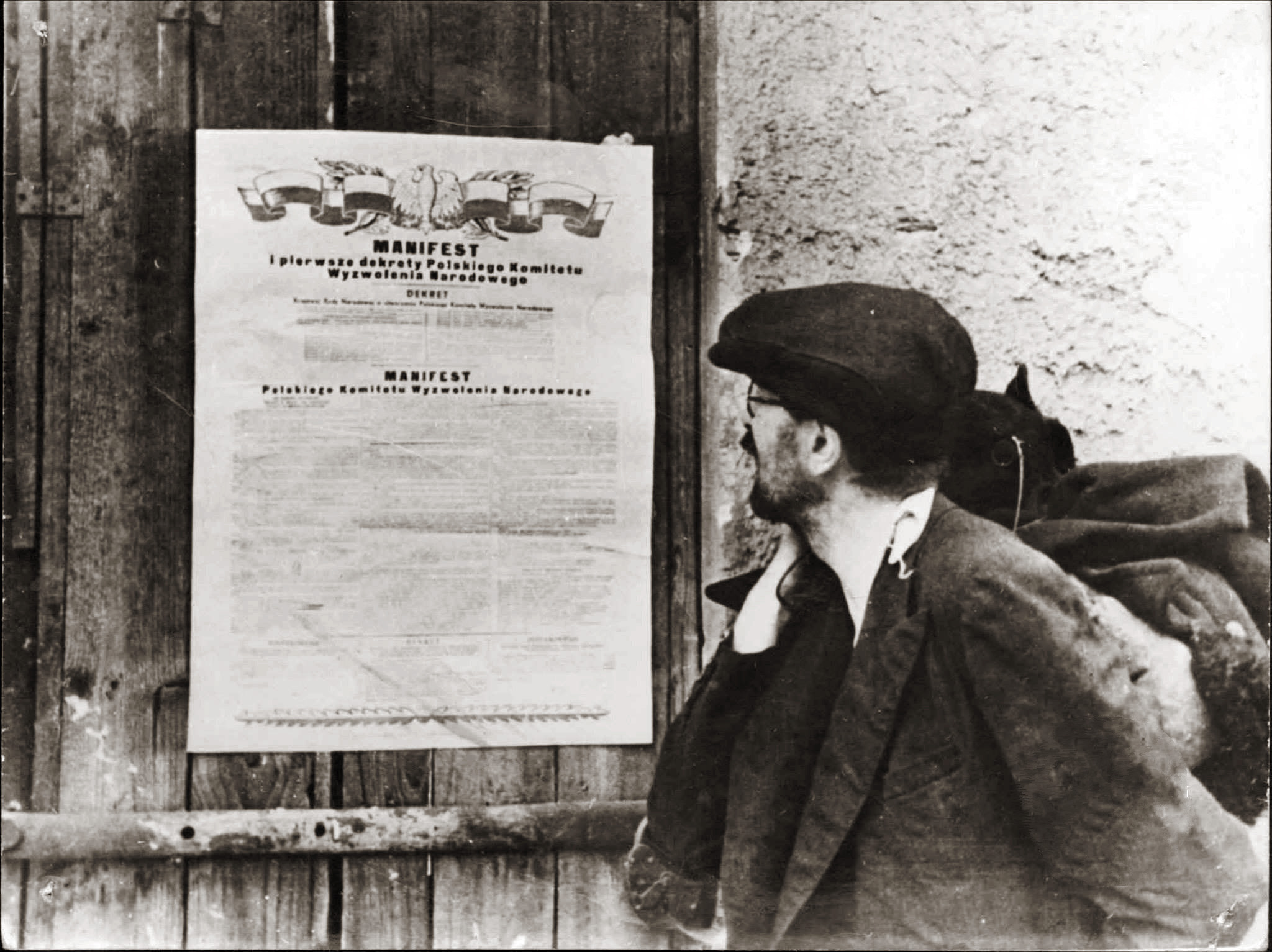
Imagen propagandística comunista de un ciudadano leyendo el Manifesto del PKWN, publicado el 22 de julio de 1944.

Mikołajczyk ofreció una parte más pequeña de terreno, pero Stalin se negó, diciéndole que iba a permitir que el gobierno en el exilio participase en el Comité Polaco de Liberación Nacional (PKWN y más tarde "Comité de Lublin"), que consistía en comunistas y partidos satélites creados en virtud del control directo por el plenipotenciario coronel general soviético Nikolái Bulganin. Se llegó a un acuerdo en la Conferencia de Yalta que permitía la anexión de la mayor parte de la porción del Pacto Mólotov-Ribbentrop de Polonia oriental, mientras que garantizaba a Polonia parte de Alemania Oriental a cambio. A partir de entonces, la República Socialista Soviética de Ucrania y la República Socialista Soviética de Bielorrusia se ampliaron para incluir el este de Polonia.
La Unión Soviética compensó lo que quedaba de Polonia cediéndole la parte oriental de Alemania a la línea Oder-Neisse, que contenía gran parte de la tierra fértil de Alemania. Se llegó a un acuerdo en Yalta que el Gobierno Provisional de los soviéticos compuesto por miembros del PKWN sería reorganizado "sobre una amplia base democrática", incluyendo el gobierno en el exilio, y que la tarea principal del gobierno reorganizado sería la de preparar las elecciones.
Fingiendo que era un organismo autóctono que representaba a la sociedad polaca, el PKWN tomó el papel de una autoridad gubernamental y desafió al gobierno polaco en el exilio de antes de la Segunda Guerra Mundial. Comenzaron a surgir dudas sobre si se producirían las "elecciones libres y sin trabas" prometidas en la Conferencia de Yalta. Los no comunistas y partisanos, incluyendo aquellos que lucharon contra los nazis, fueron perseguidos sistemáticamente. Las esperanzas de un nuevo comienzo libre se desvanecieron inmediatamente cuando la PKWN afirmó que tenían derecho a elegir a quien quisieran participar en el gobierno y la NKVD soviética arrestó a dieciséis cabecillas del Estado clandestino que habían querido participar en las negociaciones sobre la reorganización en marzo de 1945, que los llevó a juicio a la Unión Soviética en junio.

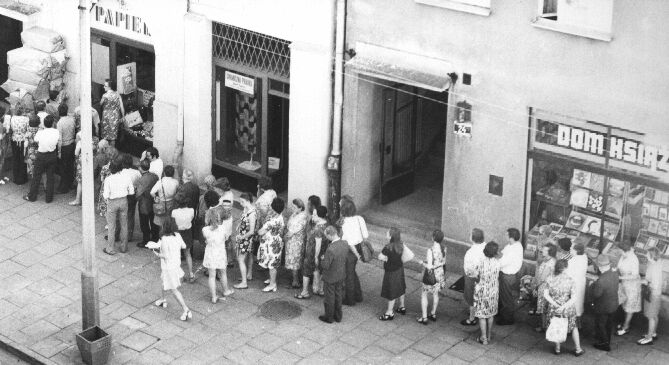
Esperas para comprar productos básicos en los comercios, una imagen habitual en la República Popular de Polonia durante los años 1950 y 1980.

Mientras que los líderes clandestinos fueron condenados a largas penas de prisión, las garantías de que los presos políticos serían liberados y que se marchasen las fuerzas soviéticas no fueron acompañadas por garantías concretas o planes de implementación. Personalidades del gobierno polaco en el exilio, como Stanisław Mikołajczyk, regresaron a una recepción popular y fueron capaces de atraer a varios partidos a su causa, socavando efectivamente la política del Bloque.
Stalin ordenó que el Partido Campesino (PSL) de Mikołajczyk debía aceptar solo una cuarta parte de los escaños parlamentarios o aparecerían represiones y aislamiento político. Los comunistas polacos, dirigidos por Władysław Gomułka y Bolesław Bierut, eran conscientes de la falta de apoyo a su lado, sobre todo tras el fracaso de un referéndum para las políticas conocidas como "3 veces sí" (3 razy TAK; 3xTAK), donde menos de una tercera parte de la población de Polonia votó a favor de los cambios propuestos que incluía la reforma agraria masivas comunista y nacionalizaciones en la industria.
Cuando el Partido del Pueblo (PPP) de Mikołajczyk continuó resistiendo la presión de renunciar su parte fuera del bloque comunista, fue expuesto a un terrorismo abierto, incluyendo la descalificación de candidatos del PPP en una cuarta parte de los distritos y la detención de más de 100 000 activistas del PPP, seguido de fraude electoral que dio lugar a que los comunistas de Gomułka ganasen la mayoría en una encuesta cuidadosamente controlada. Mikołajczyk perdió la esperanza y abandonó el país. Sus seguidores fueron sometidos a una ilimitada y despiadada persecución. Tras el referéndum falsificado, en octubre de 1946, el nuevo gobierno nacionalizó todas las empresas que empleaban a más de 50 personas y todos los bancos a excepción de dos. La oposición pública había sido básicamente aplastada en 1946, pero la actividad clandestina todavía existía.
Las elecciones polacas fraudulentas celebradas en enero de 1947 dieron lugar a la transformación oficial de Polonia en un estado comunista no democrático en 1949, la República Popular de Polonia. Los miembros de la resistencia comunista continuaron la batalla en las tierras anexionadas a Ucrania del este de Polonia, pero la respuesta soviética fue letal e incluyó el arresto de alrededor de 600 000 personas entre 1944 y 1952, con cerca de un tercio ejecutado y el resto encarcelados o exiliados.

### Hungría
Después de ocupar Hungría, los soviéticos impusieron duras condiciones que le permitían aprovechar importantes bienes materiales y controlar los asuntos internos del país. Después de que el Ejército Rojo estableciera los órganos policiales para perseguir a los enemigos de clase, los soviéticos suponían que la población húngara empobrecida apoyaría a los comunistas en las próximas elecciones.

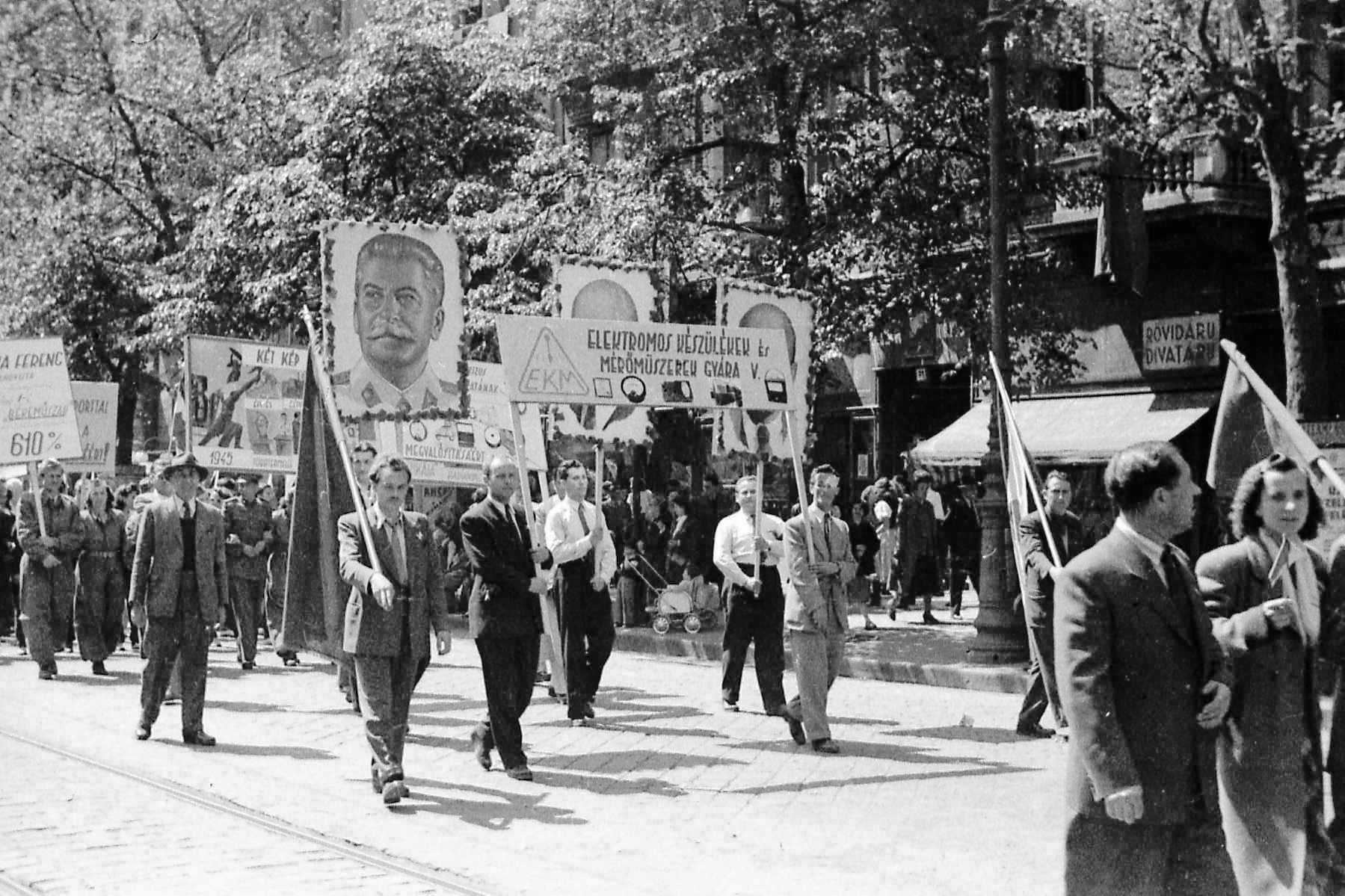
Desfile en el Día del Trabajo en Budapest, en 1953.

Los comunistas fueron derrotados al recibir solo el 17 % de los votos, lo que resultó en un gobierno de coalición del primer ministro Zoltán Tildy. La intervención soviética, sin embargo, dio lugar a un gobierno que no tuvo en cuenta a Tildy, colocó comunistas en los ministerios importantes e impuso medidas restrictivas y represivas, incluyendo la prohibición del Partido Independiente Cívico de Pequeños Propietarios y Trabajadores Agrarios. El Partido Comunista luchó repetidamente pequeñas concesiones de los opositores, en un proceso llamado «táctica del salami». Luchando contra la mayoría política inicial de posguerra en Hungría dispuesta a establecer una democracia, el líder comunista Mátyás Rákosi inventó el término, que describió su táctica de cortar a los enemigos como piezas de salami. En 1945, el mariscal soviético Kliment Voroshílov obligó al gobierno húngaro libremente elegido a entregar el Ministerio del Interior a un candidato del Partido Comunista Húngaro. El ministro del Interior comunista László Rajk estableció la policía secreta ÁVH, que suprimió la oposición política a través de la intimidación, las falsas acusaciones, el encarcelamiento y la tortura.
A principios de 1947, los soviéticos presionaron a Rákosi a tomar una "línea de lucha de clases más pronunciada". La República Popular de Hungría se formó a partir de entonces. En el apogeo de su gobierno, Rákosi desarrolló un fuerte culto a la personalidad. Apodado el "asesino calvo", Rákosi imitó programas políticos y económicos estalinistas, lo que resultó que Hungría experimentase una de las dictaduras más duras de Europa. Se describió a sí mismo como "el mejor discípulo húngaro de Stalin" y "el mejor alumno de Stalin". La represión fue más dura en Hungría que en los otros países satélites en los años 1940 y 1950 debido a la vehemente resistencia del pueblo húngaro. Las sistemáticas colectivizaciones en Hungría se produjeron a partir de la década de 1940 hasta la década de 1960. Aproximadamente una década después de estricto control del Estado tras la invasión soviética por la revolución húngara de 1956 (incluida la ejecución del líder Imre Nagy), János Kádár presentó el comunismo de gulash que condujo a una era menos represiva.

### Bulgaria
El 5 de septiembre de 1944, la Unión Soviética declaró la guerra a Bulgaria con la excusa de que debían impedir que Bulgaria asistiese a Alemania y permitir que la Wehrmacht utilizase el territorio búlgaro. El 8 de septiembre de 1944, el Ejército Rojo cruzó la frontera y creó las condiciones para el golpe de Estado la noche siguiente. El gobierno se hizo cargo del "Frente de la Patria", donde los comunistas jugaron un papel destacado y siguió un armisticio. El comandante militar soviético en Sofía asumió la autoridad suprema, mientras que los comunistas y sus aliados en el Frente de la Patria que él instruyó, incluyendo Kimon Georgiev, tomaron el control total de la política interna. Inmediatamente se inició un movimiento guerrillero de resistencia armada conocido como Movimiento Goryani tras la ocupación soviética en 1944 y se prolongó hasta finales de 1950. Fue conocido por ser la primera y más larga resistencia armada anticomunista en el Bloque del Este. El movimiento finalmente se calmó después de la represión de la revolución de 1956 en Budapest, que llevó a la conclusión de que no habría ayuda de las potencias occidentales.
El 8 de septiembre de 1946, fue organizado un plebiscito nacional en el que un 96 % de los votos (con una participación del 91 % de la población) abolía la monarquía e instauraba una república. En octubre de 1946 tuvieron lugar las elecciones, la persecución contra los partidos de la oposición, el encarcelamiento de miembros del anterior gobierno, la prohibición publicación de periódicos y el sometimiento a seguidores de la oposición a frecuentes ataques de los grupos armados comunistas. A partir de entonces, se formó la República Popular de Bulgaria y Georgi Dimitrov se convirtió en el primer líder de la recién creada república.
El 6 de junio de 1947, el líder parlamentario Nikola Petkov, un crítico del régimen comunista, fue detenido en el edificio del Parlamento, llevado a juicio, declarado culpable de espionaje, condenado a muerte y ahorcado el 23 de septiembre de 1947. La policía secreta búlgara organizó la publicación de una falsa confesión de Petkov, que fue tan evidente que se convirtió en una vergüenza y las autoridades dejaron de mencionarlo. Posteriormente quedaron prohibidos todos los partidos de oposición, mientras que los miembros no comunistas del Frente de la Patria (con la excepción del BZNS) o bien se disolvieron o se unieron al Partido Comunista.

### Checoslovaquia
En 1943, el presidente checoslovaco en el exilio Edvard Beneš accedió a las demandas de Stalin de acuerdo incondicional con la política exterior soviética, incluyendo la expulsión de más de un millón de alemanes de los Sudetes identificados como "gente rica" y de etnia húngara, dirigida por los decretos de Beneš. El líder checoslovaco prometió a Stalin una «estrecha colaboración de la posguerra» en los asuntos militares y económicos, incluida la confiscación y nacionalización de la gran propiedad terrateniente, las fábricas, las minas, acerías y los bancos bajo un "vía nacional al socialismo" checoslovaco. Mientras Beneš no había sido puesto por Moscú y varias reformas nacionales de los demás países del bloque del Este no eran parte del plan de Beneš, Stalin no se opuso debido a que el plan incluía la expropiación de la propiedad y estaba satisfecho con la fuerza relativa de los comunistas en Checoslovaquia en comparación con otros países del Este.

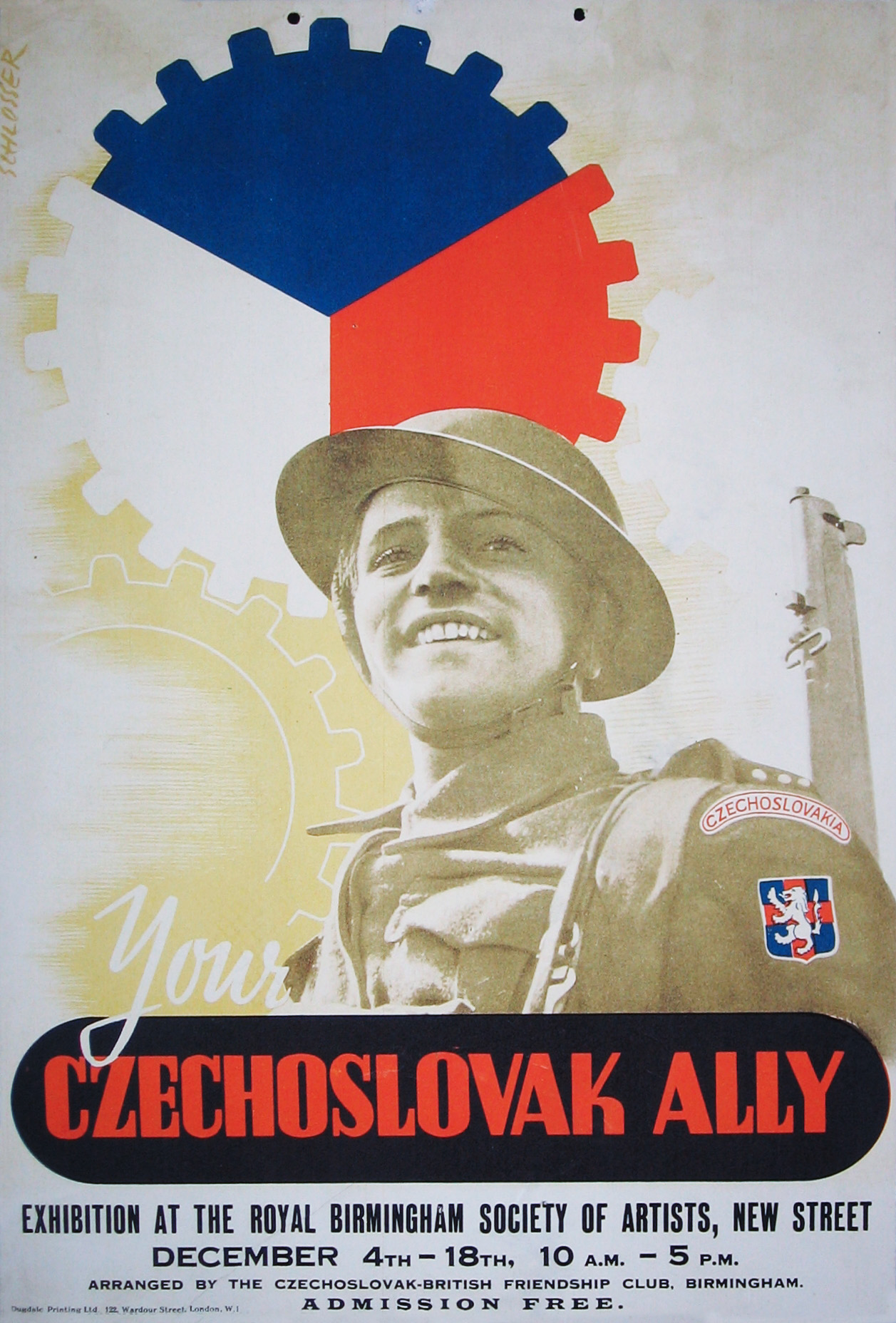
Cartel de propaganda en Londres a favor del Gobierno checoslovaco en el exilio (18 de junio de 1942).

Beneš viajó a Moscú en marzo de 1945. Después de responder a una serie de preguntas por parte de la NKVD soviética, Beneš satisfizo a Moscú con sus planes para deportar a dos millones de alemanes de los Sudetes y de 400 000 a 600 000 húngaros, así como construir un ejército fuerte en estrecha coordinación con el Ejército Rojo. En abril de 1945 se formó la Tercera República, una coalición del Frente Nacional gobernado por tres partidos socialistas. Debido a la fuerza del Partido Comunista (que tenían 114 de 300 escaños) y la lealtad de Beneš —a diferencia de otros países del Este— el Kremlin no necesitó de la política de bloques o cuadros "de confianza" en las posiciones de poder de Checoslovaquia, y los poderes ejecutivo y legislativo mantuvieron sus estructuras tradicionales.
Sin embargo, la Unión Soviética estaba, al principio, decepcionada de que el Partido Comunista no se aprovechase de su posición después de haber recibido la mayoría de votos en las elecciones de 1946. Mientras que habían privado a la administración tradicional de las principales funciones de la transferencia de los gobiernos locales y regionales de los comités de reciente creación en la que dominaron ampliamente, no lograron eliminar la influencia "burguesa" en el ejército o la expropiación de los industriales y los grandes terratenientes.
La existencia de una estructura política algo independiente y la ausencia inicial de Checoslovaquia de los estereotipados sistemas políticos y socioeconómicos del Bloque del Este comenzó a ser visto como un problema por las autoridades soviéticas. Si bien los partidos de fuera del Frente Nacional fueron excluidos por el gobierno, aún estaban autorizados a existir. A diferencia de los países ocupados por el Ejército Rojo, no había autoridades de ocupación soviéticas en Checoslovaquia a quien los comunistas podían confiar para hacer valer el papel de liderazgo.
Las esperanzas en Moscú fueron disminuyendo por la victoria comunista en las próximas elecciones de 1948. En mayo de 1947 un informe del Kremlin concluyó que se habían fortalecido algunos "elementos reaccionarios" que alababan la democracia occidental. Después de una breve consideración de Checoslovaquia sobre si tomar parte del Plan Marshall, y la posterior reprimenda de los partidos comunistas de la Kominform en Szklarska Poręba en septiembre de 1947, Rudolf Slánský regresó a Praga con un plan para la toma final del poder, incluida la eliminación de la StB de los enemigos del partido y la purga de disidentes.
A principios de febrero de 1948, el ministro de Interior comunista Václav Nosek extendió ilegalmente su poder tratando de purgar a los restantes elementos no comunistas del Cuerpo Nacional de Policía. El embajador soviético Valerián Zorin llegó a Praga para organizar el golpe de Estado checoslovaco, seguido de la ocupación de los ministerios de ministros no comunistas, mientras que el ejército estaba confinado en sus cuarteles. Los "Comités de Acción" comunistas y las milicias sindicales se establecieron rápidamente, armados, dispuestos a llevar a cabo una purga de los anticomunistas, con Zorin comprometiendo los servicios del Ejército Rojo.
El 25 de febrero de 1948, Beneš, temeroso de una guerra civil y de la intervención soviética, capituló y se nombró un gobierno dominado por el Partido Comunista de Checoslovaquia (KSC) bajo el liderazgo del estalinista Klement Gottwald, quien juró su cargo dos días más tarde, marcando el comienzo de una dictadura. El único no comunista que ocupó un cargo importante, Jan Masaryk, fue encontrado muerto dos semanas después. La brutalidad pública del golpe de Estado respaldado por los soviéticos sorprendió a las potencias occidentales más que cualquier otro caso anterior, ya que provocó una gran inquietud a que se produjera una guerra y barrió los últimos vestigios de oposición al Plan Marshall del presidente Truman en el Congreso de los Estados Unidos.

### Rumania
A medida que el Ejército Rojo luchaba contra la Wehrmacht y las fuerzas rumanas en agosto de 1944, el agente soviético Emil Bodnăraș organizó una coalición clandestina para dar un golpe de Estado que pusiera a los comunistas —que entonces estaban divididos en dos grupos— en el poder. Sin embargo, el rey Miguel I ya había organizado un golpe de Estado, en el que también participó Bodnăraș, poniendo a Miguel en el poder. Tras las invasiones soviéticas después de dos años de Rumania luchando con el Eje, en la Conferencia de Yalta de febrero de 1945 y la Conferencia de Potsdam julio de 1945, los aliados occidentales acordaron la absorción soviética de la zona.

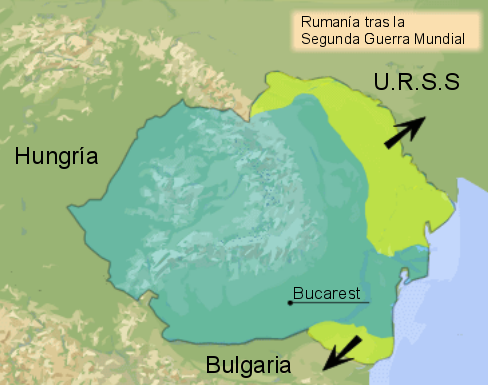
La zona norte en verde claro fue anexionada a la Unión Soviética, hacia las repúblicas soviéticas de Moldavia y Ucrania, que se engrosó el óblast de Chernivtsí y el óblast de Izmaíl. También en verde claro, al sur, la región de Dobruja pasó a formar parte de Bulgaria. La parte en verde oscuro es lo que quedó de la República Popular de Rumania.

Miguel aceptó los términos del armisticio de los soviéticos, que incluyó la ocupación militar, junto con la anexión del norte de Rumania. La anexión de Besarabia en 1940 y la parte del norte de Bucovina para crear la importante región agrícola de la República Socialista Soviética de Moldavia —mientras otros territorios rumanos se convirtieron en el óblast de Chernivtsí y el óblast de Izmaíl de la República Socialista Soviética de Ucrania— se convirtió en un punto de tensión entre Rumania y la Unión Soviética, sobre todo después de 1965. La Conferencia de Yalta también había concedido a la Unión Soviética un interés predominante en lo que quedaba del país, que coincidió con la ocupación soviética de Rumania.
Los soviéticos organizaron el Frente Democrático Nacional, compuesto por varios partidos del Frente de Labradores, e iba adquiriendo tintes cada vez más comunistas. En febrero de 1945, los defensores soviéticos provocaron una crisis al aprovechar el apoyo de la potencia de ocupación soviética y reforzar el control de forma ilimitada. En marzo de 1945, el vicecomisario del Pueblo para Asuntos Exteriores, Andréi Vyshinski, viajó a Bucarest e instaló un gobierno que incluyó solo a los miembros subordinados al Frente Nacional.
Esto incluyó al miembro del Frente de Labradores Dr. Petru Groza, quien fue designado primer ministro. Groza instaló un gobierno que incluía muchos partidos, aunque los comunistas contaban con los ministerios clave. El potencial de la resistencia del ejército fue neutralizado por la eliminación de los principales cabecillas y la inclusión de dos divisiones con prisioneros de guerra ideológicamente formados. Bodnăraș fue nombrado secretario general e inició la reorganización de la policía general y la policía secreta.

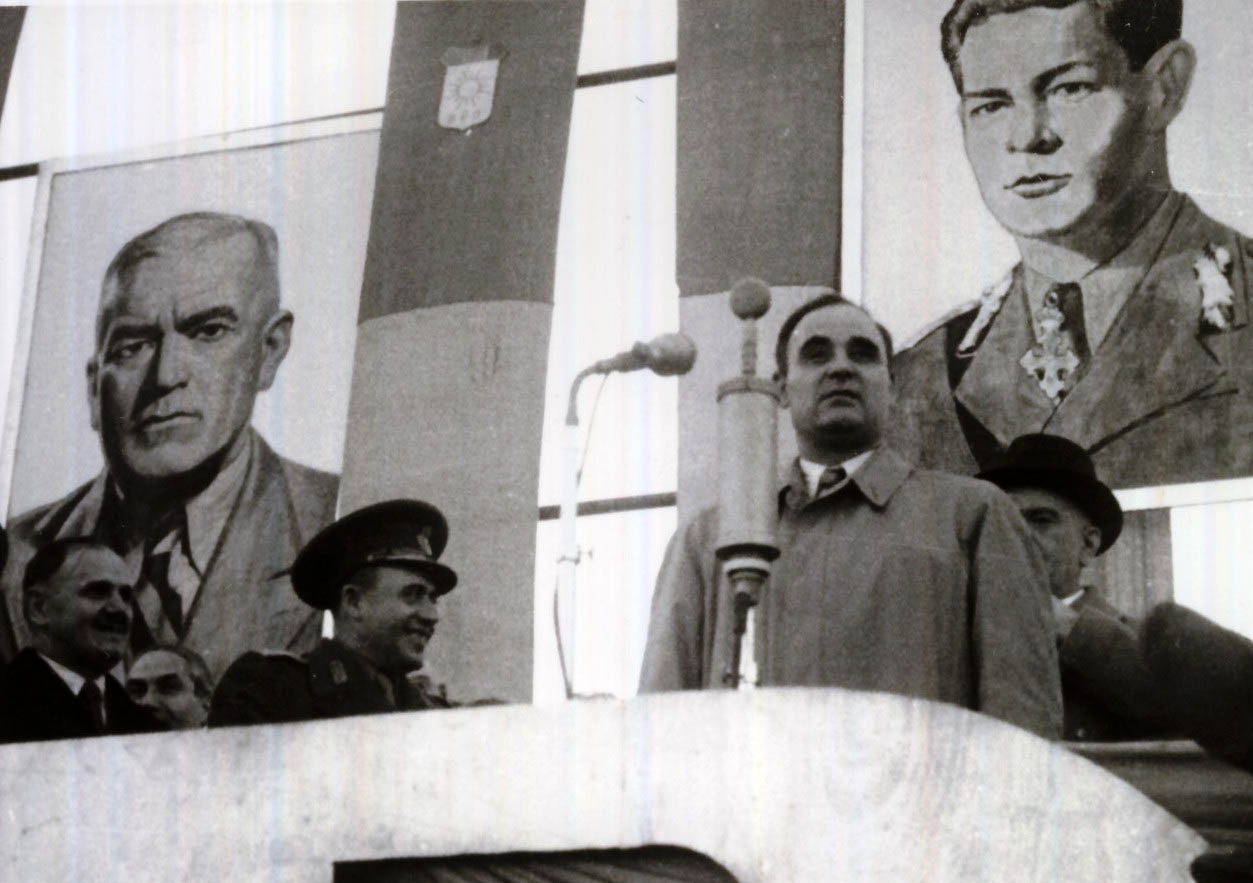
Gheorghe Gheorghiu-Dej da un discurso en la plaza Nacional de Bucarest tras las elecciones amañadas de noviembre de 1946. De izquierda a derecha están Petre Constantinescu-Iași, el general V. Răşcanu, el propio Dej y, detrás de él, Petru Groza.

Pese a las objeciones de los aliados occidentales, los partidos tradicionales fueron excluidos del gobierno y sometidos a una intensa persecución. La persecución política de líderes locales y el estricto control de la radio y la prensa fue diseñado para preparar una eventual dictadura comunista ilimitada, incluyendo la liquidación de la oposición. Cuando el rey Miguel trató de forzar la dimisión de Groza al negarse a firmar cualquier tipo de legislación ("la huelga real"), este las promulgó sin la firma del monarca.
En las elecciones generales de noviembre de 1946 que los soviéticos habían prometido a los aliados occidentales, el Partido Comunista Rumano (PCR) fue derrotado y las estimaciones de la embajada de Estados Unidos reflejaban que el bloque solo había recibido el 8 % de los votos frente al 70 % de sus rivales del Partido Campesino. Los comunistas, sorprendidos, pidieron consejo a Moscú y se les dijo que simplemente falsificasen los resultados. Cuarenta y ocho horas más tarde, se anunció que el bloque del PCR había recibido el 70 % de los votos, lo que desencadenó la indignación de los países occidentales.
A principios de 1947, Bodnăraș informó que los líderes rumanos Gheorghe Gheorghiu-Dej e Ion Gheorghe Maurer estaban tratando de impulsar la economía rumana mediante el desarrollo de las relaciones con Gran Bretaña y Estados Unidos y se quejaba de las tropas de ocupación soviéticas. A partir de entonces, el PCR eliminó el papel de los partidos de centro, incluyendo un juicio de los dirigentes del Partido Nacional Campesino, y obligó a las otras partes a fusionarse con el PCR. Para 1948, la mayoría de los políticos no comunistas fueron o bien ejecutados, en el exilio o en la cárcel. Los comunistas declararon la República Popular de Rumania en 1948.
Tras la muerte de Gheorghiu-Dej en 1965, Nicolae Ceauşescu se convirtió en secretario general del Partido Comunista Rumano. Él cambió el nombre del país a República Socialista de Rumania y gobernó uno de los estados más brutales del Bloque del Este durante casi 25 años.

### Albania
En diciembre de 1945 se celebraron elecciones para la Asamblea Popular de Albania pero las únicas opciones de voto era el Frente Democrático comunista, dirigido por Enver Hoxha. Su sucesor, el Frente de Liberación Nacional, tomó el control de la policía, el sistema judicial y la economía, al tiempo que eliminaba varios cientos de opositores políticos a través de una serie de juicios llevados a cabo por jueces sin formación jurídica. En 1946 se declaró la República Popular de Albania y, a partir de entonces, rompió relaciones con los Estados Unidos y se negó a participar en el Plan Marshall de 1947.
Las estrechas relaciones de Albania con Yugoslavia duraron solo hasta la ruptura de ésta con la Unión Soviética en 1948. Albania fue miembro fundador del Pacto de Varsovia y dependía en gran medida de la ayuda soviética. Debido a la adhesión dogmática estalinista de Hoxha, Albania rompió con la Unión Soviética en 1960 y abandonó formalmente el Pacto de Varsovia en 1968, después de la desestalinización soviética. Albania comenzó a establecer contactos más estrechos con la República Popular China de Mao Zedong. Tras la muerte de Mao, Albania también rompió relaciones con China en 1978.

### Yugoslavia

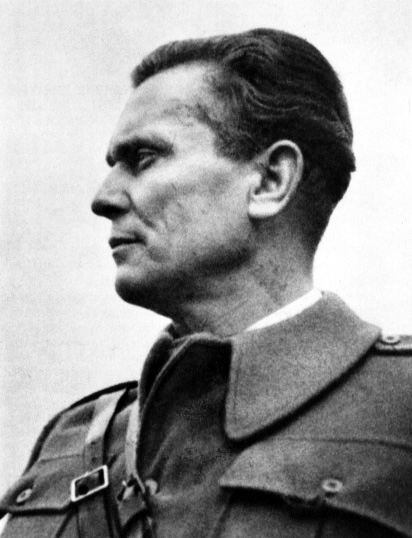
Josip Broz Tito.

Yugoslavia solo se alineó con la Unión Soviética durante los tres años de posguerra (1945-1948), ya que su gobernante, Josip Broz Tito, rompió con los soviéticos en la conocida como división Tito-Stalin de 1948. Posteriormente, el país estuvo bajo amenaza de invasión del Pacto de Varsovia y el Ejército Popular Yugoslavo planificó defensas contraataques tanto del Bloque del Este como de occidente. A lo largo del período de la Guerra Fría, el país dirigió un curso independiente, fundando el Movimiento de Países No Alineados, en colaboración con Egipto y la India.
Al final de la Segunda Guerra Mundial, Yugoslavia fue considerado un poder vencedor y no tenía fuerza de ocupación ni comisión de control alguna. El comunismo era considerado una alternativa popular a occidente, en parte debido a la popularidad de los partisanos yugoslavos durante la Segunda Guerra Mundial y la oposición al líder chetnik Draža Mihajlović —anteriormente monárquico— y el rey Pedro.
Se formó un gabinete para la nueva República Federal Socialista de Yugoslavia, con veinticinco de los veintiocho miembros ex comunistas partisanos yugoslavos dirigidos por Josip Broz Tito. La Liga de los Comunistas de Yugoslavia formó la coalición del Frente Nacional de Yugoslavia, pero miembros de la oposición boicotearon la primera elección, ya que presentaba una sola lista de gobierno que podría ser aceptada o rechazada, sin oponentes. Se instauró la censura, la negación de las asignaciones para las publicaciones y la intimidación abierta a grupos de oposición. Tres semanas después de las elecciones, el Frente declaró que se formó una nueva República, con una nueva Constitución, puesta en marcha dos meses después, en enero de 1946, para iniciar la República Popular Federativa de Yugoslavia. Los comunistas continuaron una campaña contra los enemigos, incluyendo la detención de Mihailović, su polémico juicio y posterior ejecución, seguido por varios otros arrestos y juicios de miembros opositores. A partir de entonces, siguió una fase prosoviética hasta la ruptura Tito-Stalin de 1948 y la posterior formación del Movimiento de Países No Alineados.

### Fuera de Europa
El bloque comunista abarcaba varios países por fuera de Europa:
- Cuba (desde 1959)
- Granada (1979 hasta la invasión estadounidense de 1983)
- Benín (desde 1975)
- Congo-Brazzaville (desde 1969)
- Angola (desde 1975)
- Nicaragua (durante el régimen sandinista entre 1979 a 1990)
- Mozambique (desde 1975)
- Etiopía (desde 1974)
- Somalia (hasta 1977)
- Yemen del Sur (desde 1967)
- Afganistán (desde 1978)
- Mongolia (desde 1924)[3]
- China (hasta  1956)
- Corea del Norte (desde 1948)
- Vietnam (desde 1975)
- Laos (desde 1975)
- Camboya (desde 1979)

## Política
A pesar del diseño institucional original del comunismo aplicado por Iósif Stalin en el Bloque del Este, el desarrollo posterior varía según los países. En los estados satélites, después de los tratados de paz que se firmaron inicialmente, la oposición fue esencialmente liquidada, los pasos fundamentales hacia el socialismo se cumplieron y los dirigentes del Kremlin trataron de reforzar el control interior. Inicialmente, Stalin dirigió sistemas que rechazaron características institucionales occidentales de las economías de mercado, la gobernanza democrática (llamada "democracia burguesa" en la jerga soviética) y el Estado de Derecho sometido a la intervención discrecional del Estado. Los estados resultantes aspiraban a un total control de un centro político respaldado por un aparato represivo extenso y activa, y un papel central de la ideología marxista-leninista.
Sin embargo, los vestigios de las instituciones democráticas no estaban del todo destruidos, como se demuestra en la fachada de las instituciones de estilo occidental, como los parlamentos, cuyas decisiones efectivamente era colocar las firmas de los gobernantes, y las constituciones, a la que la adhesión de las autoridades era limitada o inexistente. Los parlamentos fueron todavía elegidos, pero las reuniones se produjeron solo unos pocos días al año, solo para legitimar las decisiones del politburó, a las que se prestó poca atención ya que algunos de los que servían en realidad estaban muertos y los funcionarios declararan abiertamente que iban a los escaños de quien había perdido las elecciones.
El primero o el secretario general del comité central de cada partido comunista era la figura más poderosa en cada régimen. El partido sobre el que el Politburó dominaba no era un partido de masas, sino, conforme a la tradición leninista, un partido selectivo menor de entre el tres y el catorce por ciento de la población del país que había aceptado la obediencia total. Los que aseguraron pertenencia a ese partido selectivo recibieron premios importantes, como el acceso a tiendas especiales de precio más bajos con una mayor selección de productos, escuelas especiales, centros vacacionales, casas, muebles, obras de arte y vehículos oficiales especiales para que la policía y otras personas pudiesen identificar a estos miembros a distancia.

### Restricciones políticas y civiles
Además de las restricciones de emigración, a la sociedad civil, que se define como un campo de acción política fuera del control estatal del partido, no se le permitió establecerse como tal, con la posible excepción de Polonia en la década de 1980. Mientras que el diseño institucional de los sistemas comunistas se basaba en el rechazo del Estado de Derecho, la infraestructura legal no era inmune al cambio que refleja la ideología en descomposición y la sustitución de la ley autonómica. Inicialmente, los partidos comunistas eran pequeños en todos los países, excepto Checoslovaquia, de modo que existía una gran escasez de personas políticamente "confiables" para la administración, la policía y otras profesiones. Por lo tanto, los no comunistas "políticamente poco fiables" inicialmente tenía que llenar esos roles. Los que no obedecían a las autoridades comunistas eran expulsados, mientras que desde Moscú comenzaron a realizarse programas a gran escala de los partidos para capacitar al personal y que satisfagan los requisitos políticos.
Los regímenes comunistas del Bloque del Este vieron grupos marginales de intelectuales de oposición como una amenaza potencial a causa de las bases subyacentes de poder comunista en el mismo. La supresión de la disidencia y la oposición se consideraba un requisito previo fundamental para conservar el poder, aunque el enorme gasto de tener a la población, en algunos países, expuesta bajo vigilancia secreta no podía haber sido racional. Después de una fase inicial totalitaria, siguió un periodo post-totalitario a la muerte de Stalin en la que el principal método de gobierno comunista cambió del terror de masas a la represión selectiva, junto con las estrategias ideológicas y sociopolíticas de la legitimación y el aseguramiento de la lealtad. Los jurados fueron sustituidos por un tribunal de jueces profesionales y dos asesores laicos que eran actores confiables del partido.
La policía disuadía y contenía la oposición a las directivas del partido. La policía política sirvió como núcleo del sistema, sus nombres se convirtieron en sinónimo de fuerza implacable y la amenaza de represalias violentas debía convertir al individuo en un activo contra el colectivo. Varias policías estatales y organizaciones de la policía secreta hicieron cumplir la ley a favor del gobierno del partido comunista de cada país. Estas fueron:
- República Democrática Alemana – Stasi, Volkspolizei y los Grupos de Combate de la Clase Obrera
- Unión Soviética – NKVD, KGB y GRU
- Checoslovaquia – StB
- Bulgaria – Darzhavna Sigurnost
- Albania – Sigurimi
- Hungría – ÁVH
- Rumania – Securitate
- Polonia – Urząd Bezpieczeństwa, Służba Bezpieczeństwa y ZOMO

### Restricciones a los medios y a la información
La prensa de la época comunista era un órgano del Estado, totalmente dependiente y subordinado al partido comunista. Antes de finales de 1980, las organizaciones de radio y televisión del Bloque del Este eran de propiedad estatal, mientras que los medios impresos solían pertenecer a organizaciones políticas, en su mayoría al partido comunista local. Los periódicos y revistas para jóvenes pertenecían a organizaciones de jóvenes afiliados a los partidos comunistas.

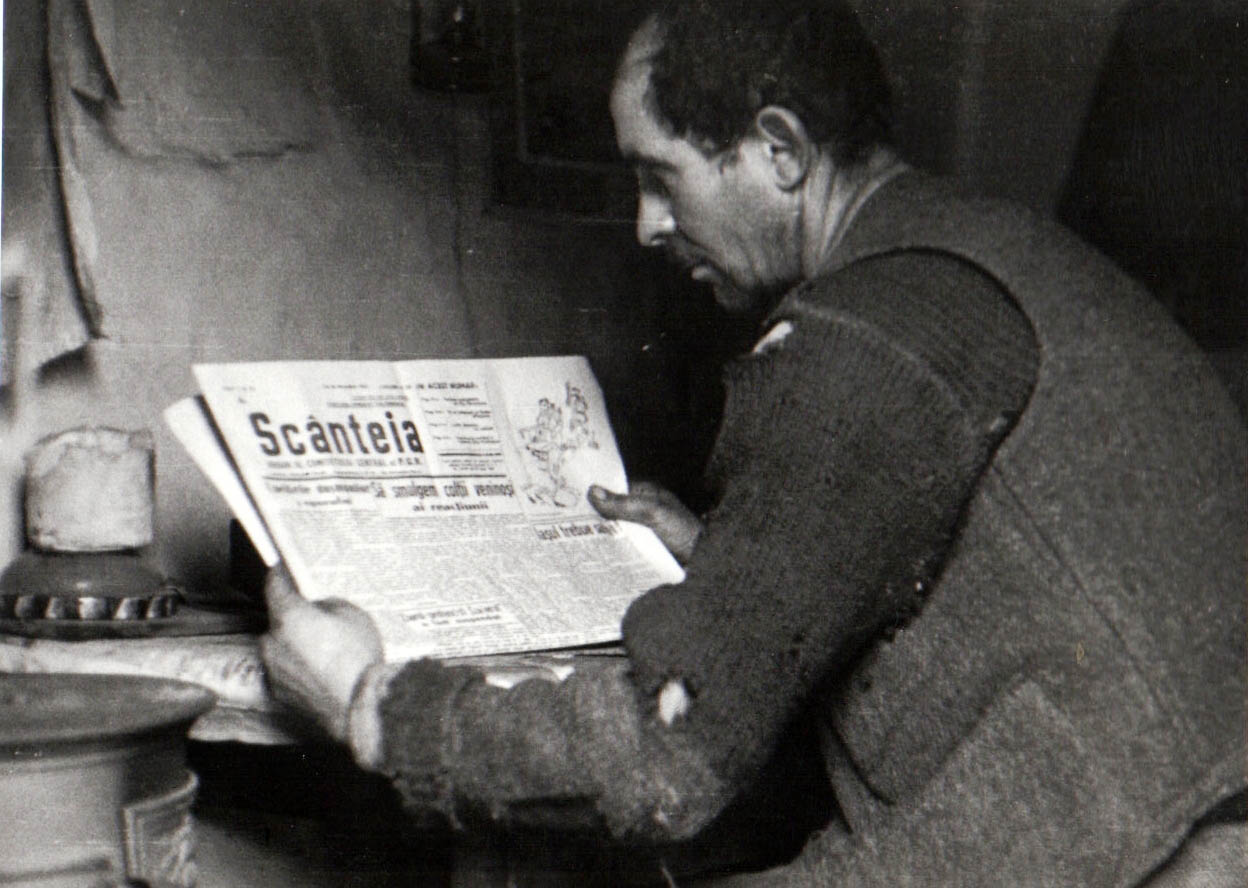
Un minero rumano lee el diario Scînteia, órgano oficial del Partido Comunista de Rumania (1944).

El control de los medios se ejercía directamente por el propio partido comunista y la censura estatal, que también fue controlada por el partido. Los medios de comunicación, totalmente serviles, eran una importante forma de control sobre la información y la sociedad. La difusión y la representación del conocimiento fueron considerados por las autoridades como vital para la supervivencia del comunismo por asfixia de conceptos alternativos y críticas. En los diferentes países del Bloque se publicaron varios periódicos del Partido Comunista, entre los que destacaron:
- Pravda e Izvestia (Unión Soviética)
- Trybuna Ludu (Polonia)
- Kurier Wileński (la anexionada Polonia Oriental)
- Esti Budapest (Hungría)
- Neues Deutschland (Alemania Oriental)
- Rudé právo (Checoslovaquia)
- Rahva Hääl (Estonia)
- Pravda (Eslovaquia)
- Kauno diena (Lituania)
- Scînteia (Rumania)
- Zvyazda (Bielorrusia)

La Agencia Telegráfica de la Unión Soviética (TASS) sirvió como el organismo central para la recolección y distribución de noticias internas e internacionales de todos los periódicos soviéticos, emisoras de radio y televisión. Se infiltró con frecuencia por la inteligencia soviética y los organismos de seguridad, como el NKVD y el GRU. El TASS contaba con filiales en 14 repúblicas soviéticas, incluida las de Lituania, Letonia, Estonia, Moldavia, Ucrania y Bielorrusia.
Los países occidentales invirtieron fuertemente en transmisores potentes que permitieron servicios como la BBC, VOA y Radio Free Europe (RFE) para ser escuchadas en el Bloque del Este, a pesar de los intentos de las autoridades de que se atasquen las ondas.

## Religión
En la mayor parte de los países del Bloque del Este se declaró el ateísmo de Estado y la religión fue activamente suprimida y perseguida.

## Organizaciones

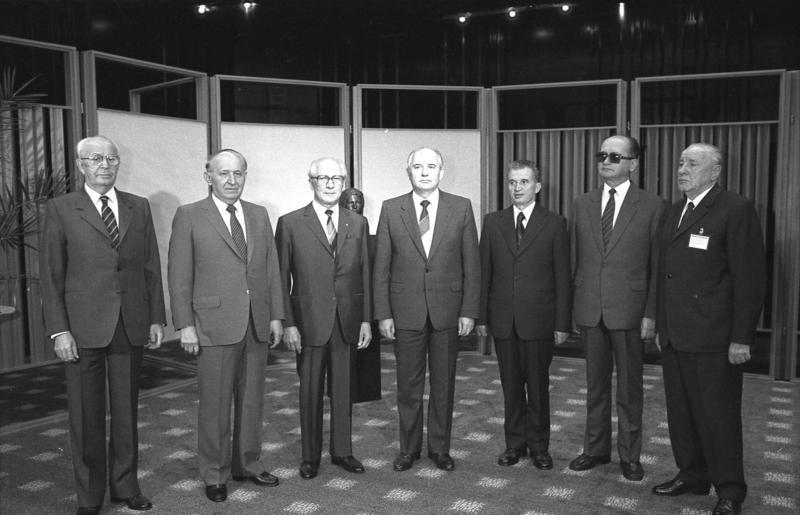
Los miembros del Pacto de Varsovia reunidos en 1987. De izquierda a derecha: Gustáv Husak, Todor Zhivkov, Erich Honecker, Mijaíl Gorbachov, Nicolae Ceaușescu, Wojciech Jaruzelski y János Kádár.

En 1949, la Unión Soviética, Bulgaria, Checoslovaquia, Hungría, Polonia y Rumania fundaron el Comecon, de acuerdo con el deseo de Stalin de hacer cumplir la dominación soviética de los estados menores de Europa central y para apaciguar a algunos Estados que habían expresado su interés en el Plan Marshall, y que ahora estaban cada vez más aislados de sus mercados tradicionales y proveedores de Europa occidental. El papel del Comecon fue ambiguo porque Stalin prefería vínculos más directos con otros jefes del partido que la sofisticación indirecta del Comecon. Por lo tanto, no jugó ningún papel significativo en la década de 1950 en materia de planificación económica. Inicialmente, el Comecon sirvió como cubierta para la toma soviética de materiales y equipos del resto del Bloque del Este, pero el balance cambió cuando los soviéticos se convirtieron en otorgantes de subvenciones netas del resto del bloque de la década de 1970, a través de un intercambio de materias primas de bajo coste a cambio de productos fabricados de poca calidad.
En 1955, se formó el Pacto de Varsovia, en parte como respuesta a la inclusión de la República Federal de Alemania en la OTAN y en parte porque los soviéticos necesitaban una excusa para mantener las unidades del Ejército Rojo en Hungría. Durante 35 años, el Pacto perpetuó el concepto estalinista de la seguridad nacional soviética basada en la expansión imperial y el control de los regímenes satélites de Europa Oriental. Esta formalización soviética de sus relaciones de seguridad en el Bloque del Este reflejaba el principio político de la seguridad básica de Moscú que su continua presencia en Europa Central y del Este era el fundamento de su defensa en contra de Occidente. A través de sus estructuras institucionales, el Pacto también se compensaba, en parte, por la ausencia del liderazgo personal de Iósif Stalin desde su muerte en 1953. El Pacto consolidó ejércitos de otros miembros del Bloque en las que los funcionarios soviéticos y agentes de seguridad sirvieron bajo una estructura de mando soviética unificada.
A partir de 1964, Rumania tomó un camino más independiente. Si bien no repudió ni el Comecon o el Pacto de Varsovia, sí dejó de desempeñar un papel significativo en ambas. Nicolae Ceauşescu asumió el liderazgo del país un año después y empujó a Rumania aún más a una dirección separatista. Albania, que se había vuelto cada vez más aislada bajo el líder estalinista Enver Hoxha tras la desestalinización, se retiró del Pacto de Varsovia en 1968 a raíz de la invasión de Checoslovaquia.

## Restricciones de emigración y desertores
En 1917, Rusia restringió la emigración mediante el establecimiento de controles de pasaporte y la prohibición de abandonar el país a los nacionales beligerantes. En 1922, después del Tratado de Creación de la Unión Soviética, tanto en la República Socialista Soviética de Ucrania y la República Socialista Federativa Soviética de Rusia emitió reglas generales para los viajes que anulaba, prácticamente, todas las salidas, lo que hacía imposible la emigración legal. Los controles en las fronteras a partir de entonces se fortalecieron de tal manera que, para 1928, incluso la salida ilegal era prácticamente imposible. Esto, posteriormente, incluyó controles de pasaportes internos, lo que, combinado con la propiska ("empadronamiento") obligatoria en las ciudades, suponía una restricción en el derecho de libertad de movimiento interna. Para poder trabajar en una ciudad se requería tener la propiska en la misma. Los exreclusos de los campos de trabajo del Gulag tenían prohibido vivir en grandes ciudades y acercarse a estas a menos del «kilómetro 101». Era una movilidad muy limitada, incluso en pequeñas áreas de la Unión Soviética.
Después de la creación del Bloque del Este, la emigración de los países recientemente ocupados —excepto en circunstancias limitadas— se detuvo de manera efectiva en la década de 1950, con el enfoque soviético de controlar el movimiento nacional imitado por la mayoría del resto del Bloque. Sin embargo, en Alemania Oriental, aprovechando la frontera interalemana entre las zonas ocupadas, cientos de miles de personas huyeron a Alemania Occidental, con cifras de un total de 197 000 en 1950, 165 000 en 1951, 182 000 en 1952 y 331 000 en 1953. Una de las razones para el fuerte aumento de 1953 fue el miedo del potencial de una mayor sovietización de las acciones cada vez más paranoica de Stalin a finales de 1952 y principios de 1953. De hecho, 226 000 habitantes de Alemania Oriental habían huido en los seis primeros meses de 1953.
Con el cierre oficial de la frontera interalemana en 1952, las fronteras del sector de la ciudad de Berlín se mantuvo bastante más accesible que el resto de la frontera debido a su administración por las cuatro potencias ocupantes. En consecuencia, en la práctica comprendía un "vacío legal" a través del cual los ciudadanos del Bloque oriental todavía podían moverse hacia Occidente. Los 3,5 millones de alemanes del Este que había dejado el país en 1961, llamados Republikflucht, ascendieron a aproximadamente el 20 % de toda la población de Alemania Oriental. En agosto de 1961, el gobierno de la República Democrática Alemana erigió una barrera de alambre de púas que con el tiempo se expandió a través de la construcción del Muro de Berlín, cerrando efectivamente tal laguna.
La emigración convencional era, prácticamente, inexistente y más del 75 % de los emigrantes de los países del Bloque del Este entre 1950 y 1990 lo hizo en virtud de acuerdos bilaterales de "migración étnica". Alrededor del 10 % eran inmigrantes refugiados bajo la Convención de Ginebra de 1951. La mayoría de los soviéticos que recibieron permiso para salir durante este período de tiempo fueron judíos étnicos que emigraron a Israel tras una serie de deserciones embarazosas en 1970, que hizo que los soviéticos permitiesen emigraciones étnicas muy limitadas. La caída del Telón de Acero fue acompañado por un aumento masivo de migración europeo Este-Oeste. Entre los más famosos desertores del Bloque del Este se encuentra la propia hija de Stalin, Svetlana Alilúyeva, que denunció a su padre después de su defección en 1967.

## Economías

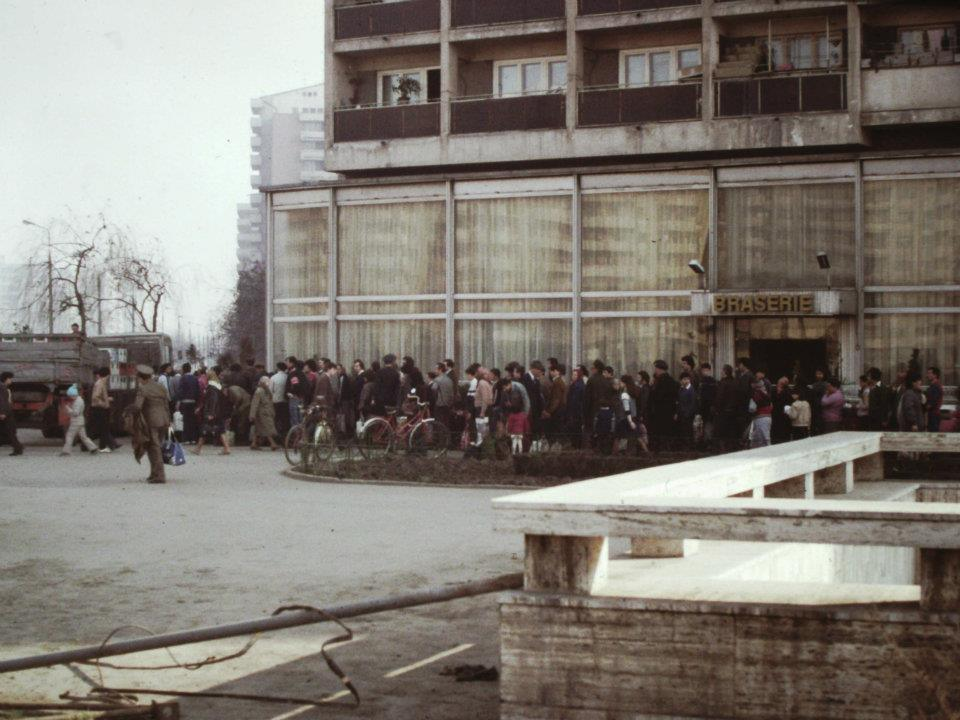
Colas para adquirir aceite de cocina en Bucarest, Rumania, en mayo de 1986. Esta fue una imagen habitual durante la política de austeridad impuesta por Nicolae Ceaușescu en los años 1980.

Debido a la falta de señales de mercado, las economías del Bloque del Este experimentaron un mal desarrollo de los planificadores centrales resultantes en dichos países tras un camino de desarrollo extenso en lugar de intensivo. Los bienes de consumo eran carentes en relación con las economías de escasez que resultaron. El Bloque del Este también dependía de la Unión Soviética por cantidades significativas de materiales. La actividad económica se regía por los planes quinquenales, divididos en segmentos mensuales con los planificadores del gobierno y que trataban de cumplir con los objetivos del plan, independientemente de si existían mercados para los bienes producidos. Las tasas de crecimiento dentro del Bloque comenzaron a declinar.
Mientras tanto, Alemania Occidental, Austria, Francia y otros países de Europa occidental experimentaron un mayor crecimiento económico en el conocido como Wirtschaftswunder («milagro económico»), los Trente Glorieuses («treinta gloriosos») y el auge posterior a la Segunda Guerra Mundial. En general, la ineficiencia de los sistemas sin competencia de mercado o de equilibrio de precios se convirtieron en costosos e insostenibles, especialmente con la creciente complejidad de la economía mundial. La mayoría de las economías de Europa occidental alcanzaron niveles similares con respecto al producto interior bruto per cápita (PIB) de los Estados Unidos, pero los países del Este no lo hicieron. Poseían un PIB per cápita muy por debajo de sus homólogos europeos occidentales comparables, como por ejemplo (países del Este están en verde):
Sus sistemas económicos, que requerían la planificación del partido-Estado en todos los niveles, terminaron colapsando bajo el peso de las ineficiencias económicas acumuladas, con varios intentos de reforma más que contribuyeron a la aceleración de las tendencias de crisis de generación.
Se calcula que tras la caída del Bloque del Este se produjeron 7 millones de muertes prematuras en Europa Oriental, alrededor de 4 millones sólo en Rusia. Tras la caída de la URSS, Rusia experimentó el mayor descenso de la esperanza de vida en tiempos de paz de la historia. La pobreza se disparó : a finales de los años 90, el número de personas que vivían por debajo del umbral internacional de pobreza pasó del 3% en 1987-88 al 20%, es decir, unos 88 millones de personas. Sólo el 4% de la región vivía con 4 dólares al día o menos, pero en 1994 esta cifra se disparó hasta el 32%. La delincuencia, el consumo de alcohol y drogas y los suicidios se dispararon tras la caída del bloque del Este.

## Revueltas

### Alemania Oriental en 1953
Tres meses después de la muerte de Iósif Stalin se produjo un dramático aumento de la emigración (Republikflucht, fuga de cerebros) en Alemania Oriental en el primer semestre de 1953. Un gran número de alemanes orientales viajaron al oeste a través del único "vacío legal" que quedaba en las restricciones de la emigración del Bloque del Este, la frontera del sector Berlín. El gobierno de Alemania Oriental elevó las «normas» —la cantidad que cada trabajador estaba obligado a presentar— en un 10 %. Los ya descontentos alemanes orientales, que podían ver los relativos éxitos económicos de la República Federal de Alemania en Berlín, se enfurecieron. Parte de los trabajadores de la construcción iniciaron protestas en las calles, y pronto se unieron a otros en una marcha a la sede sindical de Berlín.
Aunque ningún funcionario habló con ellos en ese lugar, a las 2:00 p. m., el gobierno de Alemania Oriental accedió a retirar los aumentos de la "norma". Sin embargo, la crisis ya había aumentado de tal manera que las demandas eran ahora políticas, incluidas elecciones libres, la disolución del ejército y la renuncia del gobierno. Para el 17 de junio se registraron ataques en 317 localidades que involucraban, aproximadamente, 400 000 trabajadores. Cuando los huelguistas rodearon la sede del SED, en el poder, y rasgaron la bandera de la Puerta de Brandeburgo, el secretario general del partido, Walter Ulbricht, abandonó Berlín.
Se declaró la emergencia principal y el Ejército Rojo soviético irrumpió en algunos edificios importantes. Horas después llegaron tanques soviéticos, pero no dispararon de inmediato a los trabajadores. Más bien, se aplicó una presión gradual. Se emplearon aproximadamente 16 divisiones soviéticas con 20 000 soldados del Grupo de Fuerzas Soviéticas en Alemania utilizando tanques, así como 8 000 miembros de la Kasernierte Volkspolizei. El derramamiento de sangre no se pudo evitar por completo, con una cifra oficial de muertos de 21, mientras que la cifra de víctimas real puede haber sido mucho mayor. A partir de entonces, se llevaron a cabo 20 000 detenciones con 40 ejecuciones.

### Revolución húngara de 1956
Después de la muerte de Stalin en 1953, siguió un período de desestalinización y el reformista Imre Nagy reemplazó al dictador estalinista húngaro Mátyás Rákosi. En respuesta a la demanda popular, en octubre de 1956, el gobierno designó al reformista recientemente rehabilitado Wladyslaw Gomulka como primer secretario del Partido Obrero Unificado Polaco, con un mandato para negociar concesiones comerciales y la reducción de tropas con el gobierno soviético. Después de unos tensos días de negociaciones, el 19 de octubre, los soviéticos finalmente cedieron a las peticiones reformistas de Gomulka.

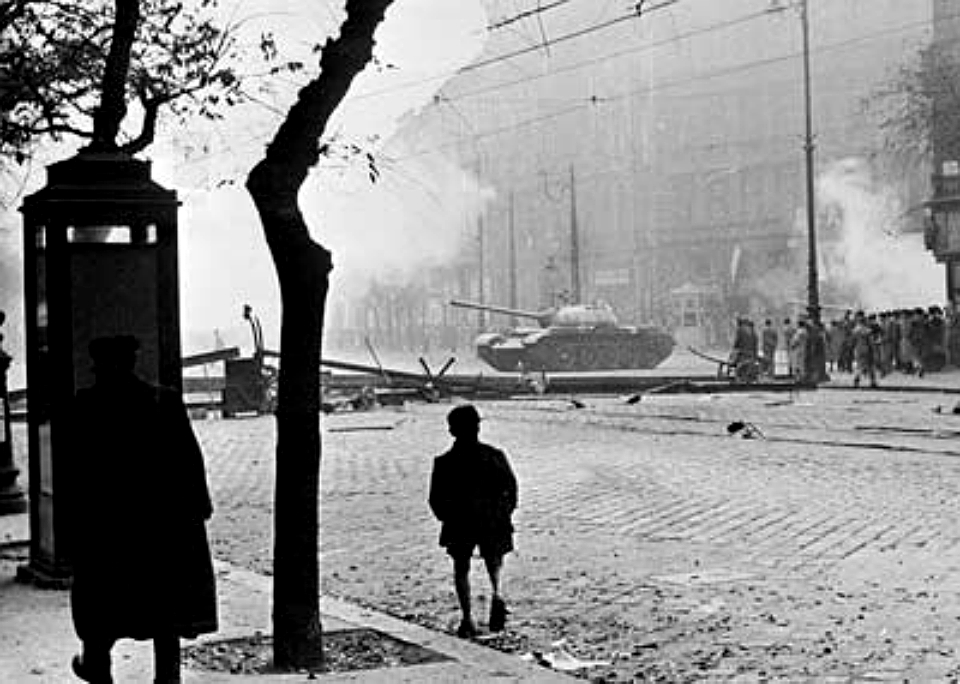
Tanque del Ejército Rojo en Budapest tras la invasión de 1956.

La revolución comenzó después de que los estudiantes de la Universidad Politécnica de Budapest redactaran una lista de demandas y las protestas llevadas a cabo en apoyo de las demandas, el 22 de octubre. Las protestas de apoyo aumentaron a 200 000 a las 18:00 horas del día siguiente. Las demandas incluían elecciones libres con voto secreto, tribunales independientes, investigaciones sobre las actividades entre Stalin y Rákosi y que "la estatua de Stalin, símbolo de la tiranía estalinista y la opresión política, sea removido lo más rápido posible". Hacia las 21:30 horas, la estatua fue derrocada y multitudes jubilosas lo celebraron colocando banderas húngaras en las botas de Stalin, que era todo lo que quedaba de la estatua. El ÁVH fue llamado, los soldados húngaros se pusieron del lado de la población sobre el ÁVH y se efectuaron disparos contra la multitud.
A las 02:00 de la mañana del 24 de octubre, por orden del ministro de Defensa soviético Gueorgui Zhúkov, los tanques soviéticos entraron en Budapest. Los ataques de los manifestantes al Parlamento obligaron a la disolución del gobierno. Se declaró un alto el fuego el 28 de octubre y el 30 de octubre la mayoría de las tropas soviéticas se habían retirado de Budapest a guarniciones en el campo húngaro. La lucha había cesado prácticamente entre el 28 de octubre y 4 de noviembre, mientras que muchos húngaros creyeron que las unidades militares soviéticos se estaban, de hecho, retirando de Hungría.
El nuevo gobierno que llegó al poder durante la revolución se disolvió formalmente, el ÁVH declaró su intención de retirarse del Pacto de Varsovia y se comprometió a restablecer elecciones libres. El Politburó soviético, a partir de entonces, se trasladó a aplastar la revolución. El 4 de noviembre, una gran fuerza soviética invadió Budapest y otras regiones del país. El último foco de resistencia, en Csepel, llamó al alto el fuego el 10 de noviembre. Más de 2 500 húngaros y 722 soldados soviéticos murieron y miles más fueron heridos.
Miles de húngaros fueron arrestados, encarcelados y deportados a la Unión Soviética, muchos de ellos sin pruebas. Aproximadamente 200 000 húngaros huyeron del país, unos 26 000 húngaros fueron juzgados por el nuevo gobierno de János Kádár instalado por los soviéticos y, de ellos, 13 000 fueron encarcelados. Imre Nagy fue ejecutado, junto con Pál Maléter y Miklós Gimes, después de juicios secretos en junio de 1958. Sus cuerpos fueron colocados en tumbas sin nombre en el cementerio municipal de las afueras de Budapest. Para enero de 1957, el nuevo gobierno instalado por los soviéticos había suprimido toda oposición pública.